# Альбатрос королівський північний
Альбатрос королівський північний (Diomedea sanfordi) — вид морських птахів родини альбатросових (Diomedeidae). Птах був виділений з виду альбатрос королівський в 1998 році, хоча не всі дослідники підтримують виділення його до окремого виду. Цей птах відрізняється від свого південного родича забарвленням верхньої частини крил, які помітно темніші, та особливостями поведінки.